# La Asunción (Azuay)
La Asunción ist eine Ortschaft und eine Parroquia rural („ländliches Kirchspiel“) im Kanton Girón der ecuadorianischen Provinz Azuay. Die Parroquia besitzt eine Fläche von 59,18 km². Die Einwohnerzahl lag im Jahr 2010 bei 3051. Die Parroquia wurde am 8. September 1852 gegründet.

## Lage
Die Parroquia La Asunción liegt in den Anden im Süden der Provinz Azuay. Der Ort La Asunción befindet sich auf einer Höhe von 2134 m, knapp 14 km westsüdwestlich des Kantonshauptortes Girón am Nordhang oberhalb des nach Südwesten fließenden Río Rircay. Die Fernstraße E59 (Pasaje–Cuenca) führt durch die Parroquia.
Die Parroquia La Asunción grenzt im Südwesten an die Parroquia Abdón Calderón (Kanton Santa Isabel), im Nordwesten an die Parroquia San Salvador de Cañaribamba (ebenfalls im Kanton Santa Isabel), im Norden und im Nordosten an die Parroquia San Fernando (Kanton San Fernando), im zentralen Osten an die Parroquia Girón sowie im Südosten an die Parroquia Las Nieves (Kanton Nabón).